# ATP Challenger Aix-en-Provence
Das ATP Challenger Aix-en-Provence (offizieller Name: Open Aix Provence Crédit Agricole) ist ein Herren-Tennisturnier, das seit 2014 in der französischen Stadt Aix-en-Provence stattfindet. Es ist Teil der ATP Challenger Tour und wird im Freien auf Sand ausgetragen. Schon 2003 und 2004 fand an selber Stelle ein Turnier statt.

## Siegerliste

### Einzel
| Jahr                         | Sieger            | Finalgegner         | Ergebnis        |
| ---------------------------- | ----------------- | ------------------- | --------------- |
| 2025                         | Borna Ćorić       | Stan Wawrinka       | 6:75, 6:3, 7:64 |
| 2024                         | Alejandro Tabilo  | Jaume Munar         | 6:3, 6:2        |
| 2023                         | Andy Murray       | Tommy Paul          | 2:6, 6:1, 6:2   |
| 2022                         | Benjamin Bonzi    | Grégoire Barrère    | 6:2, 6:4        |
| 2021                         | Carlos Taberner   | Manuel Guinard      | 6:2, 6:2        |
| 2020                         | Oscar Otte        | Thiago Seyboth Wild | 6:2, 6:74, 6:4  |
| 2019                         | Pablo Cuevas      | Quentin Halys       | 7:5, 3:6, 6:2   |
| 2018                         | John Millman      | Bernard Tomic       | 6:1, 6:2        |
| 2017                         | Frances Tiafoe    | Jérémy Chardy       | 6:3, 4:6, 7:65  |
| 2016                         | Thiago Monteiro   | Carlos Berlocq      | 4:6, 6:4, 6:1   |
| 2015                         | Robin Haase       | Paul-Henri Mathieu  | 7:61, 6:2       |
| 2014                         | Diego Schwartzman | Andreas Beck        | 6:74, 6:3, 6:2  |
| 2005–2013: nicht ausgetragen |                   |                     |                 |
| 2004                         | Fabrice Santoro   | Arnaud Clément      | 1:6, 7:65, 6:3  |
| 2003                         | Mariano Puerta    | Rafael Nadal        | 3:6, 7:66, 6:4  |

### Doppel
| Jahr                         | Sieger                                 | Finalgegner                                  | Ergebnis          |
| ---------------------------- | -------------------------------------- | -------------------------------------------- | ----------------- |
| 2025                         | Robert Cash JJ Tracy                   | Théo Arribagé Hugo Nys                       | 7:5, 7:65         |
| 2024                         | Luke Johnson Skander Mansouri          | Diego Hidalgo Cristian Rodríguez             | 6:3, 6:3          |
| 2023                         | Jason Kubler John Peers                | Nuno Borges Francisco Cabral                 | 6:75, 6:4, [10:7] |
| 2022                         | Titouan Droguet Kyrian Jacquet         | Nicolás Barrientos Miguel Ángel Reyes Varela | 6:2, 6:3          |
| 2021                         | Sadio Doumbia Fabien Reboul            | Robert Galloway Alex Lawson                  | 6:74, 7:5, [10:4] |
| 2020                         | Andrés Molteni Hugo Nys                | Ariel Behar Gonzalo Escobar                  | 6:4, 7:64         |
| 2019                         | Kevin Krawietz Jürgen Melzer           | Frederik Nielsen Tim Pütz                    | 7:65, 6:2         |
| 2018                         | Philipp Petzschner Tim Pütz            | Guido Andreozzi Kenny de Schepper            | 6:73, 6:2, [10:8] |
| 2017                         | Wesley Koolhof Matwé Middelkoop        | Andre Begemann Jérémy Chardy                 | 2:6, 6:4, [16:14] |
| 2016                         | Oliver Marach Philipp Oswald           | Guillermo Durán Máximo González              | 6:1, 4:6, [10:7]  |
| 2015                         | Robin Haase Aisam-ul-Haq Qureshi       | Nicholas Monroe Artem Sitak                  | 6:1, 6:2          |
| 2014                         | Diego Schwartzman Horacio Zeballos     | Andreas Beck Martin Fischer                  | 6:4, 3:6, [10:5]  |
| 2005–2013: nicht ausgetragen |                                        |                                              |                   |
| 2004                         | Thierry Ascione Jean-François Bachelot | Federico Browne Rogier Wassen                | 6:4, 5:7, 6:4     |
| 2003                         | Stephen Huss Myles Wakefield           | Todd Perry Thomas Shimada                    | 6:1, 7:5          |